# 杜陵信用組合
杜陵信用組合（とりょうしんようくみあい）は、岩手県盛岡市に本店を置く信用組合である。岩手県職員や岩手県の外郭団体職員を対象とした職域信用組合である。

## 沿革
- 1916年（大正 5年）1月 - 保証責任杜陵信用購買利用組合として設立
- 1950年（昭和25年）5月 - 中小企業等協同組合法に基づき「杜陵信用組合」に名称変更
- 1970年（昭和45年）3月 - 盛岡地区合同庁舎内に「内丸出張所」開設
- 1987年（昭和62年）10月 - 岩手県立中央病院内に「上田出張所」開設
- 2008年（平成20年）9月 - 「内丸出張所」及び「上田出張所」を閉店し、本店(岩手県庁舎内)に統合

## ATMサービスについて
岩手県庁の地下1階にある、杜陵信組のATM（当組合が幹事でJAバンク岩手（岩手県信連）との共同利用店舗）の稼動は平日のみ9:00～18:00である｡またセブン銀行とも提携している。更に2008年9月22日にはイオン銀行とのATM相互出金提携にも参加している。